# Fokker F28 Fellowship
A Fokker F28 Fellowship rövid hatótávolságú, sugárhajtású utasszállító repülőgép, amelyet a  holland repülőgépgyártó, a Fokker tervezett és gyártott.

## Tervezés és fejlesztés
A Fokker 1962 áprilisában hirdette meg a kis hatótávolságúra tervezett repülőgépének fejlesztését, együttműködve több más európai vállalattal, nevezetesen a nyugatnémet MBB, Fokker-VFW és a brit Short Brothers cégekkel. A projektben kormánypénzek is voltak, a holland kormány a Fokker befektetésének 50 %-át fedezte, a nyugatnémet kormány a 35 %-ot kitevő német befektetések 60 %-át.
A repülőgép 1650 kilométer hatótávolságú és 50 férőhelyes lett volna, de később 60-65 férőhelyesre tervezték át. Eredetileg a Bristol Siddeley BS.75 hajtóműveket kívánták felhasználni, de a prototípust inkább a Rolls-Royce Spey egyszerűsített változatával, a könnyebb Rolls-Royce Spey Junior hajtóművekkel látták el.
Az F28 hasonló felépítésű, mint a BAC One-Eleven vagy a DC–9, ezeknek is T alakú vezérsíkja van, a hajtóművek pedig a törzs hátsó részének két oldalán helyezkednek el. A repülőgép szárnya enyhén nyilazott, egyszerű fékszárnyakat és kizárólag a landoláskor használatos ötrészes szpojlert kapott. Mivel a hajtóműveken nincs sugárfék, a törzs végében osztott, hidraulikusan oldalra nyíló aerodinamikai fékek kaptak helyet. Hasonló féket használtak a korabeli Blackburn Buccaneer vadászbombázónál, ezt a kialakítást használták a későbbi HS-146 típusnál is, amelyből később a BAe 146 lett. Az F28 behúzható tricikli elrendezésű futóművel rendelkezik.
A Fokker feladata volt a repülőgép orr részének, a középső repülőgéptörzsnek és a szárny belső részének tervezése, elkészítése. A MBB/Fokker VFW az első és hátsó repülőgéptörzset meg a farok részt, a Short pedig a gép szárnyainak külső részét tervezte és építette meg. Az F28-as végső összeszerelésére a Hollandiai Amszterdam-Schiphol repülőtéren került sor.

## Működési története

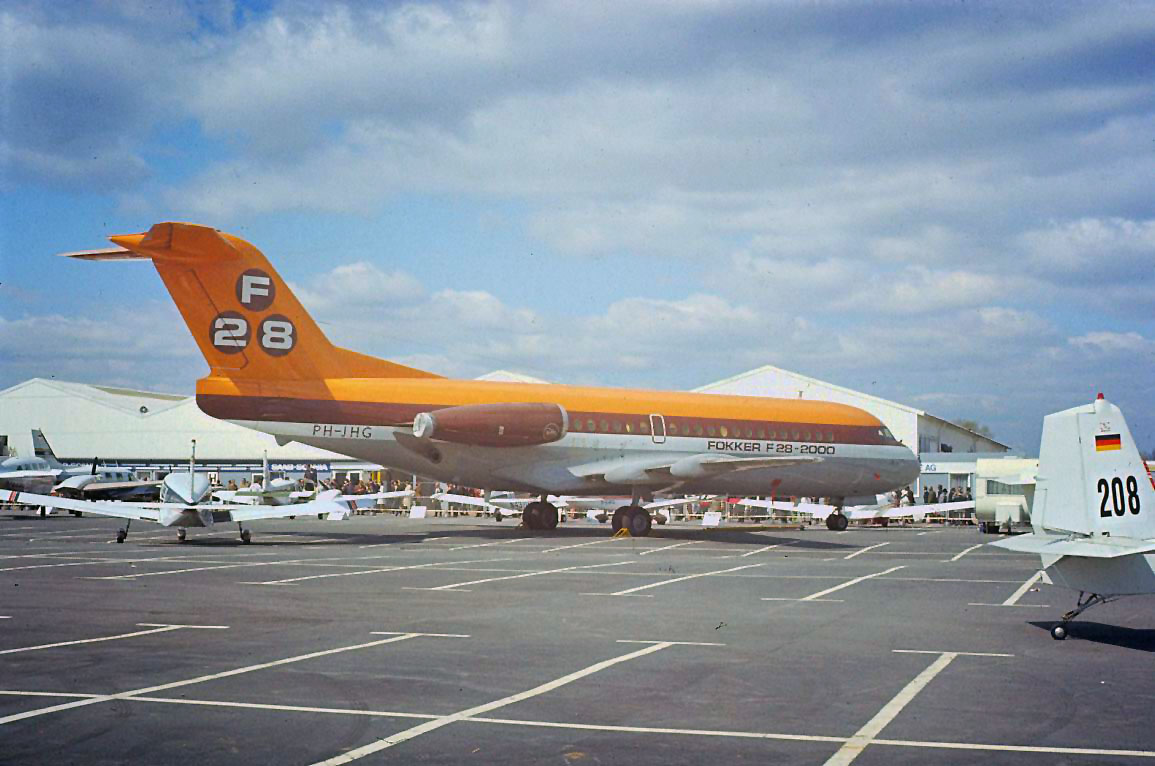
F28-2000 prototípus

A PH-JHG lajstromjelű F28-1000 prototípus 1967. május 9-én repült először (pontosan egy hónappal később, mint a híres Boeing 737-es). A német repülési tanúsítványt 1969. február 24-én sikerült megszerezni. Az első megrendelője a Német LTU légitársaság volt, de az első kereskedelmi járatot Braathens indította 1969. március 28-án, amely öt F28-ast üzemeltetett.

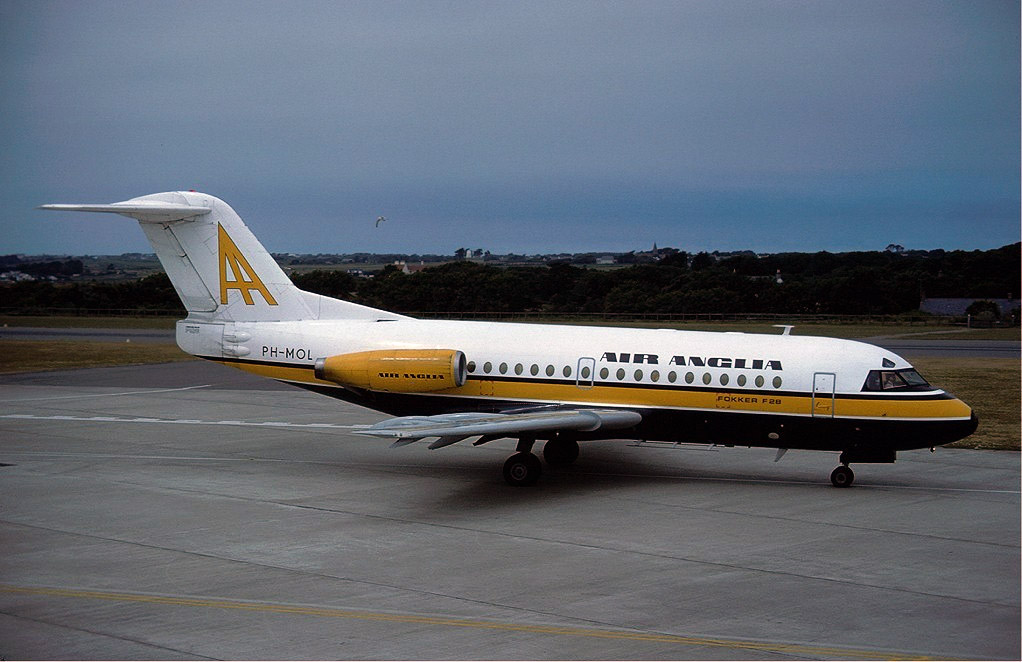
A harmadik prototípus az Air Anglia szolgálatában

A továbbfejlesztett F28-2000 hosszabb törzzsel készült, és akár 79 utast is befogadhatott, szemben a 65 üléses elődjével. A prototípus modell egy átalakított F28-1000-es volt, amely első repülését 1971. április 28-án teljesítette. A későbbi F28-6000-es és az F28-5000-es változatok a módosított F28-2000-es és F28-1000-esen alapultak. Ezekre az orrsegédszárnyak, a nagyobb szárnyfesztáv, a nagyobb teljesítmény és csendesebb hajtóművek voltak jellemzők. Az F28-6000 és az F28-5000 nem voltak üzleti sikerek, csak két F28-6000 épült meg, és F28-5000-est nem is építettek. A Fokker egy ideig egy F28-6000-t használt, majd később a gépet eladták az Air Mauritanie-nek.
A legsikeresebb F28-as az F28-4000 volt, amely 1976. október 20-án debütált, legfőbb üzemeltetője a Linjeflyg volt. Ezt a változatot egy csendesebb Spey 555-15 sugárhajtóművel, nagyobb utasbefogadó képességgel (akár 85 utas befogadására alkalmas), megerősített szárnyal, nagyobb szárny-fesztávolsággal és új pilótafülkével látták el. Az F28-3000 az F28-1000 utódja, azonos fejlesztésű volt, mint az F28-4000.
Ausztráliában F28-cal főként az Ansett Transport Industries és a MacRobertson Miller Airlines légitársaságok repültek. Ezek teljesítették az F28-cal repült leghosszabb non-stop útvonalat a világon, a nyugat-ausztráliai Perth és Kununurra között. A távolság mintegy 2240 km. Az MMA légitársaság üzemeltette a legmagasabb időkihasználtsággal az F28-asokat, több mint 8 órát repültek naponta.
Mire a gyártás véget ért 1987-ben, összesen 241 repülőgép készült el.

## Változatok
Adatok

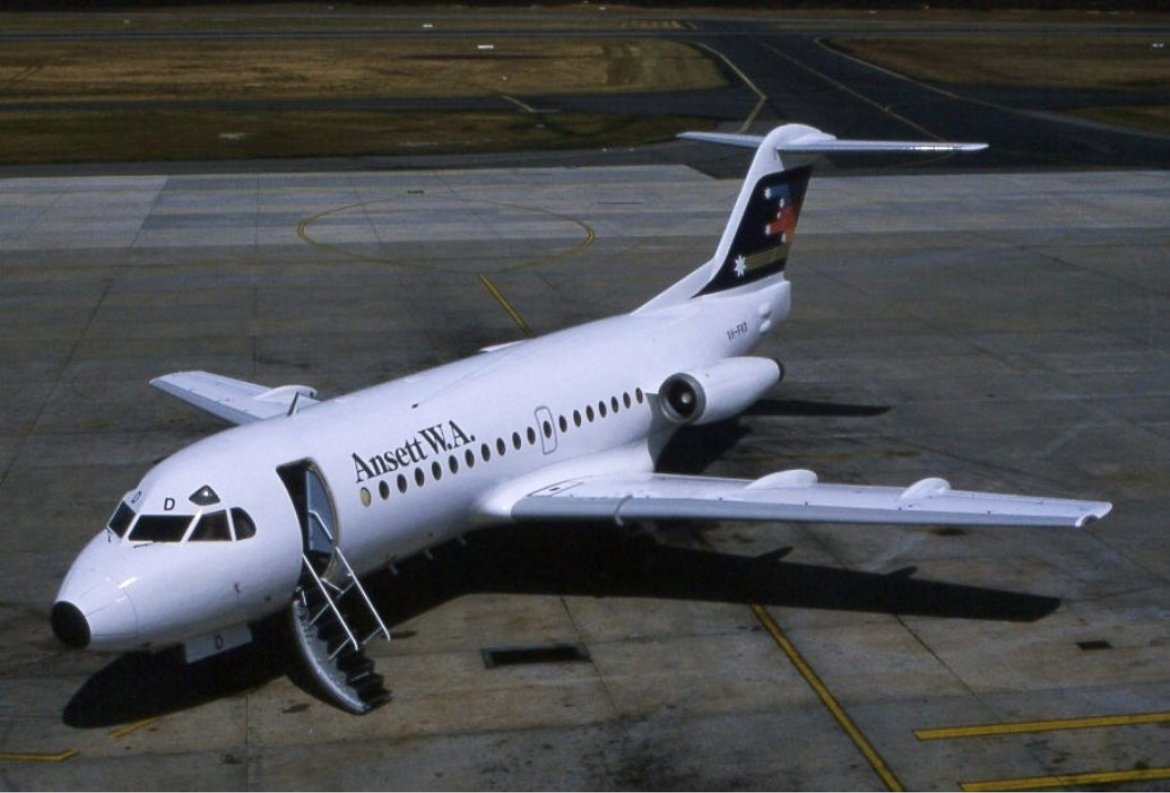
Az Ansett WA F28-1000-es repülőgépe az 1980-as évek közepén

- F.28 Mk 1000 - Az első változat amelyet a harmadik prototípusból fejlesztettek ki, maximális kapacitása 65 utas a nagysűrűségű konfigurációs elrendezésben. Az Mk 1000 27,40 méter hosszú volt. A gépet két Rolls-Royce RB.183-2 Mk.555-15, egyenként 43,8 kN tolóerős sugárhajtómű működtette. Maximális felszálló tömege 28.123 kg volt.
- F.28 Mk 1000C - utas/áruszállító változat amelyet az Mk 1000-ből fejlesztették ki, oldalán egy rakományok berakodására alkalmas ajtót alakítottak ki.
- F.28 Mk 2000 - 1971. április 28-án repült először és 1972. augusztus 30-án állt szolgálatba. Ez a változat 2,21 méterrel hosszabb volt mint az Mk 1000. A nagysűrűségű egyosztályos konfigurációban 79 utast tud befogadni. A szolgálatot a Nigeria Airways kezdte meg 1972 októberében. Tíz gépet üzemeltetett.

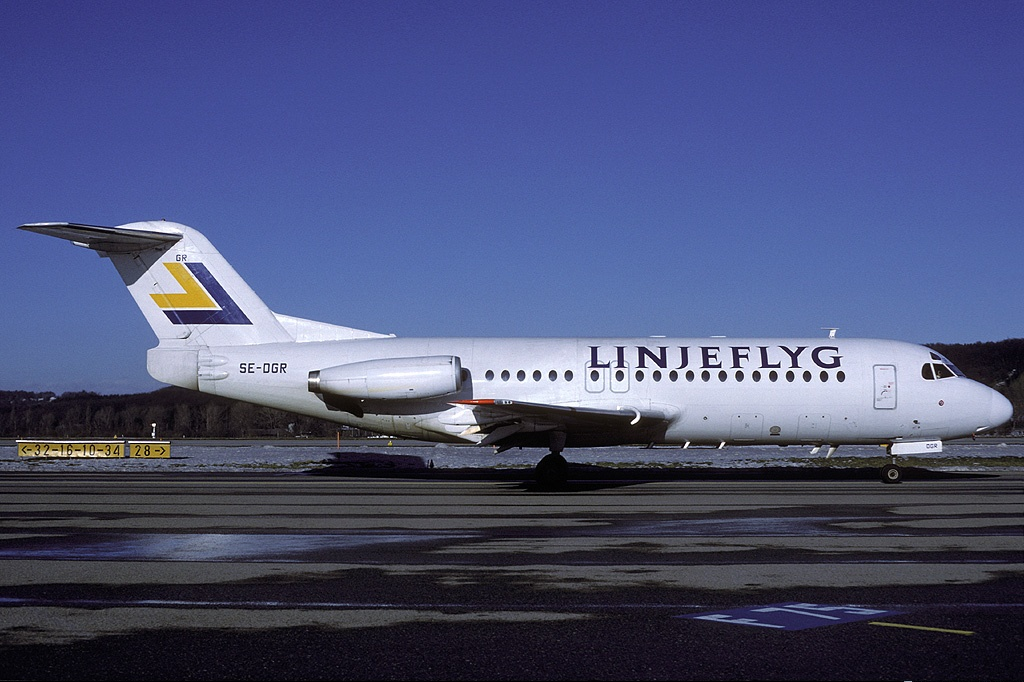
Linjeflyg F-28 4000

- F.28 Mk 3000 a rövidebb Mk 1000 változaton alapul, ez volt az egyik legsikeresebb változat, nagyobb teherbírása és nagyobb üzemanyag kapacitása volt. A Garuda Indonesia állította először szolgálatba.
- F.28 Mk 4000 - Az első prototípus 1976. október 26-án szállt fel először, ez a hosszabb törzsű Mk 2000-en alapult, 85 utas befogadására volt alkalmas. A szárnyfesztávolsága 1,57 méterrel hosszabb és a nagyobb teljesítményű egyenként 44 kN tolóerős Rolls-Royce RB183 "Spey" Mk555-15P sugárhajtóművet használta. A Svéd Linjeflyg állította először szolgálatba 1976 végén.
- F.28 Mk 5000 - Az Mk 6000 átalakított változata, amely a rövidebb Mk 3000-hez hasonló törzzsel, de annál nagyobb szárnyfesztávolságúra tervezték. A szárnyra beépített orrsegédszárnnyal és a nagyobb teljesítményű Rolls-Royce "Spey" Mk555-15H sugárhajtóművekkel repült volna. Bár a kiváló gépet rövid kifutópályáról való felszállásra és kiváló teljesítményűre tervezték, végül nem épült meg, és a projektet elvetették.
- F.28 Mk 6000 - 1973. október 27-én repült először, a hosszabb törzsű Mk 2000/4000 típusokból fejlesztették ki, megnövelt fesztávolsággal és orrsegédszárnnyal építették meg. A repülési tanúsítványt 1975 októberében kapta meg.
- F.28 Mk 6600 - tervezett változat volt, amely nem épült meg.
- Fairchild 228 - tervezett 50 férőhelyes, a Fairchild-Hiller által tervezett repülőgép volt, amely a Rolls-Royce Trent RB.203 turbóventilátoros gázturbinás sugárhajtóművet használta volna.

## Üzemeltetők
2006 augusztusára összesen 92 Fokker F28-as repülőgép (minden változatban) maradt a légitársaságok szolgálatában. Ezek közül: A Garuda Indonesia (összesen 62 géppel, a legnagyobb F-28-as flotta üzemeltető a világon), MacRobertson Miller Airlines, Ansett Group Australia (15 db gép), Toumaï Air Tchad (1 db), AirQuarius Aviation (3 db), SkyLink Arabia (1 db), Satena (1 db), Gatari Air Service (5 db), Montenegro Airlines (5 db), LADE (1 db), Aerolineas Argentinas 3 darab 1000-es és egy 4000-es sorozatot működtet, Pelita Air (5 db), AirQuarius Aviation (4 db) és a Merpati Nusantara Airlines (1 db). Mintegy 22 légitársaság üzemelteti kisebb számban a típust.

### Katonai üzemeltetők
- Argentína
  -  Argentin Légierő
  - Argentin Haditengerészet
- Kambodzsa
- Elefántcsontpart
- Kolumbia
- Ecuador
- Gabon
- Ghána
- Indonézia
- Malajzia
  -  Maláj Királyi Légierő
- Hollandia
  -  Holland Királyi Légierő
- Peru

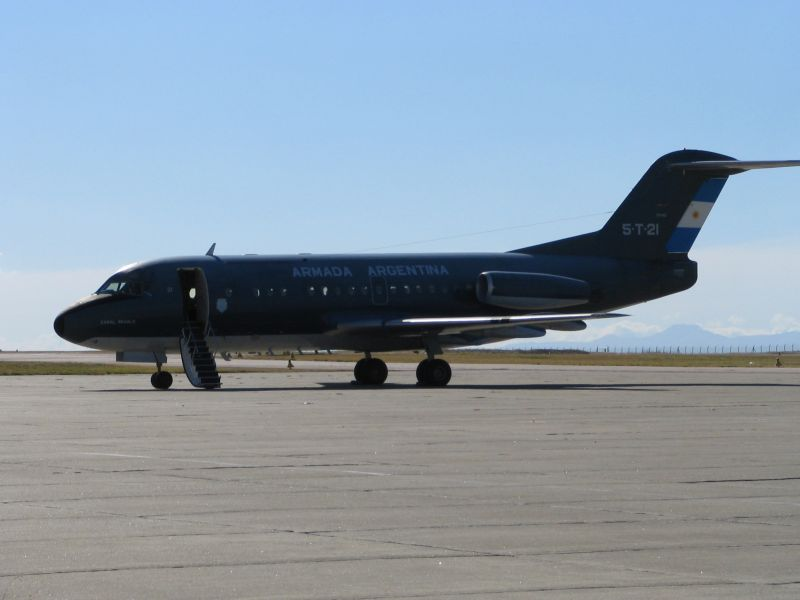
Az argentin haditengerészet F-28-asa a Comandante Espora légibázison

- Fülöp-szigetek: (Elnök szállítása belföldi járatokon). A repülőgépet "Kalayaan"-ak nevezték el
- Tanzánia
- Togo

## Lásd még

### Kapcsolódó fejlesztés
- Fokker 70
- Fokker 100

### Hasonló repülőgépek
- BAC One-Eleven
- McDonnell Douglas DC–9
- Tu–134
- Sud Aviation Caravelle